# Derby
Derby city Angliában, East Midlands régióban, a Derwent folyó partján található. Derbyshire megye névadója (a megyeszékhely azonban nem Derby, hanem Matlock).
1977-ben nyert city státuszt. 2006-os becslés szerint a city és városi övezete együttes lakossága 236 300, ezzel Anglia 18. legnagyobb települése.

## Részei
Derby 17 wardra oszlik.
| Ward       | A wardon belüli területek                                                               |
| ---------- | --------------------------------------------------------------------------------------- |
| Abbey      | St Lukes és Normanton (egy része)                                                       |
| Allestree  | Allestree és Markeaton Park                                                             |
| Alvaston   | Alvaston, Crewton, Litchurch, Pride Park, Wilmorton és Allenton (egy része)             |
| Arboretum  | City Centre, Pear Tree és Rose Hill                                                     |
| Blagreaves | Sunny Hill és Littleover (part of)                                                      |
| Boulton    | Boulton és Allenton (egy része)                                                         |
| Chaddesden | Chaddesden                                                                              |
| Chellaston | Chellaston és Shelton Lock                                                              |
| Darley     | Darley Abbey, Five Lamps, Little Chester (aka Chester Green), Strutt's Park és West End |
| Derwent    | Breadsall Hilltop és Chaddesden Heights                                                 |
| Littleover | Littleover (legnagyobb része) és Heatherton Village                                     |
| Mackworth  | Mackworth és Morley Estate                                                              |
| Mickleover | Mickleover                                                                              |
| Normanton  | Normanton (legnagyobb része) and Austin Estate                                          |
| Oakwood    | Oakwood és Chaddesden (egy része)                                                       |
| Sinfin     | Sinfin, Osmaston és Stenson Fields (egy része)                                          |
| Spondon    | Spondon                                                                                 |

### Legközelebbi települések
Borrowash,
Ockbrook,
Draycott,
Melbourne (Derbyshire, Anglia, UK),
Elvaston,
Coxbench,
Quarndon,
Little Eaton,
Morley (Derbyshire, Anglia, UK),
Duffield,
Belper,
Heanor,
Ripley,
Ilkeston,
Ripley (Derbyshire Constabulary HQ),
Langley Mill,
Alfreton,
Chesterfield,
Matlock (Itt van a Derbyshire Megyei Tanács székhelye),
Bakewell,
Alfreton,
Buxton,
Breaston,
Long Eaton,
Sandiacre,
Sawley
Nottingham,
Sandiacre,
Beeston,
Coalville,
Loughborough,
Ashby-De-La-Zouch,
Measham
Castle Donington,
Leicester,
Burton-upon-Trent.

## Gazdasága
Az alábbi adatok a Derbyben termelt GDP-t, illetve változását szemléltetik, folyó áron,  a Nemzeti Statisztikai Hivatal (Office for National Statistics) adatai szerint, font sterlingben.
| Év   | Regionális GDP | Agriculture | Ipar  | Szolgáltatások |
| ---- | -------------- | ----------- | ----- | -------------- |
| 1995 | 2,509          | 2           | 1,130 | 1,377          |
| 2000 | 3,965          | 1           | 1,819 | 2,145          |
| 2003 | 4,421          | 1           | 1,806 | 2,614          |

### Ipara
Derby legnagyobb alkalmazói a Rolls-Royce plc (a környéken röviden 'Royce's' néven emlegetik) és a Toyota Motor Corporation. Derbyben van az internetes és telefonos bank Egg központja. Jelentős cég a városban még a vasúti rendszereket és repülőgépeket gyártó Bombardier és a nagy erőművekhez szükséges rendszereket gyártó Alstom.
Derby sokáig jelentős vasúti központ volt és korábban itt volt a Midland Railway vasúti vállalat központja és a British Railnek is voltak itt műhelyei és kutatóegységei. Ebből a szempontból a város ma már kevésbé fontos, de a vonatgyártás továbbra is folyik Derbyben, az angol vasúti hálózatban stratégiai fontosságú csomópont és sok fontos vasúti gyártó van jelen.
Az információ-technológia területén a Core Design cég központja, amely a Tomb Raider videojátékok kifejlesztőjeként volt legismertebb.

## Látványosságai
A derbyi katedrális a harmadik legmagasabb toronnyal büszkélkedhet az ország anglikán templomai között. Az utóbbi években egy pár vándorsólyom vert tanyát a toronyban.
Turistalátványosság a Derby Gaol is a Derby Megyei Börtön mélyén, a föld alatt, amelynek eredete 1756-ig nyúlik vissza.
A régi selyemmalomban kapott helyet a Derbyi Ipari Múzeum, amely a város ipartörténetét é technológiai vívmányait mutatja be.

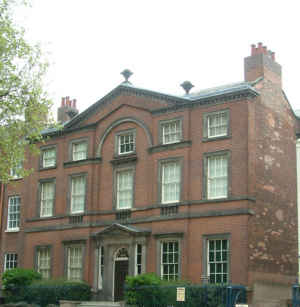
A Pickford-ház Múzeum.

A Pickford-ház Múzeum épületét Joseph Pickford építette 1770-ben. Itt lakott és innen irányította üzleteit. Pickford tervezte a King Streeten álló St Helen-házat is. A Derbyi Múzeum és Galéria (Derby Museum and Art Gallery) többek közt Joseph Wright-festményeket, Royal Crown Derby-porcelánokat és helyi régészeti leleteket mutat be.
A belváros képe 1968-ban gyökeresen megváltozott, amikor megépült a belső körút és két új híd a Derwent folyón. A körút vonala keresztülhaladt a St. Alkmund-templom és György-kori temetőjén, Derby egyetlen György-kori terén. Mindkettőt lerombolták, máig nem szűnő kritikákat gerjesztve.
A Fort Street és a St Alkmund's Way újabb épületei közé tartozik a Friargate Stúdiók, a Joseph Wright Főiskola és a Jurys Inn bár. A város központjának képét ma a katedrális helyett egy magasra épített hotel uralja.

### Érdekes helyek
- A katedrális-negyed
- Darley Abbey falu
- A derbyi arborétum
- A Derby-csatorna
- A derbyi katedrális
- A Derbyi Ipari Múzeum (Silk Mill)
- A Derbyi Friargate állomás (ebből csak Handyside hídja maradt fenn a Friargate-en át)
- A Markeaton Park kisvasút
- A Pride Park Stadion (A Derby County F.C.)-é és elődjéé, a Baseball Groundé, mára lebontották)
- A Derwent folyó
- A St Helen-ház

## Közlekedés

### Közút
Központi fekvése folytán Derby kiváló közlekedési összeköttetésekkel rendelkezik. A várostól mintegy 15 mérföldre keletre halad el az M1 autópálya, amely dél felé Londonnal, észak felé Sheffielddel és Leedsszel köti össze Derbyt. A többi áthaladó, vagy a közelben futó fontos út közt van az A6-os út (eredetileg ez volt Londonból Carlisle-be futó és Leicesterrel és Manchesterrel is összekötő főút), az A38 (Bodminból Mansfieldbe Bristolon és Birminghamen keresztül), az A50 (Warringtonból Leicesterbe Stoke-on-Trenten át), az A52 (Newcastle-under-Lyme-ból Mablethorpeba, hozzátartozik a Derbyt Nottinghammel összekötő Brian Clough út is) és az A61 (Derbyből Thirskbe Sheffielden és Leedsen át).

## Galéria

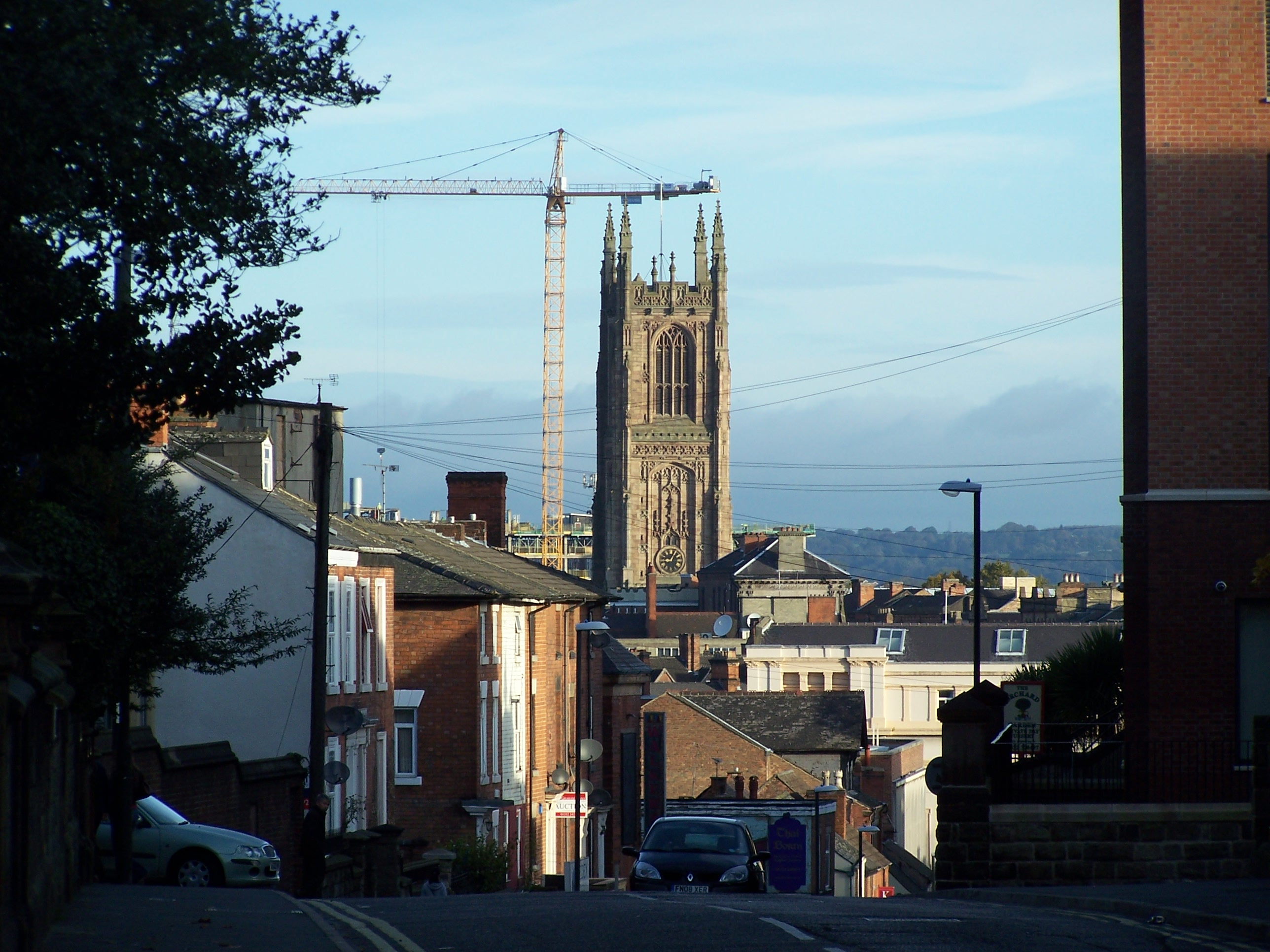
A katedrális a Green Lane-ről
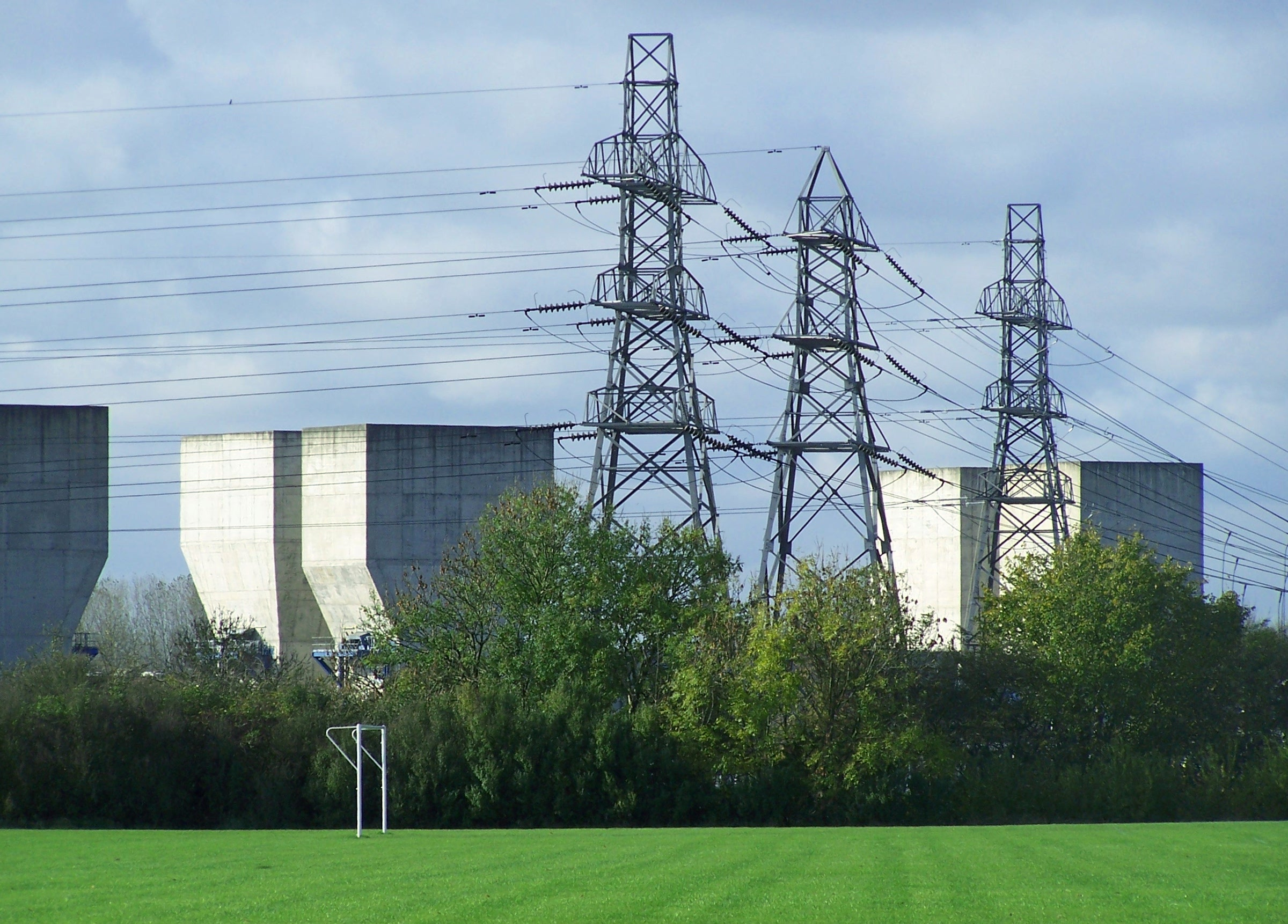
A Rolls-Royce Works egy része
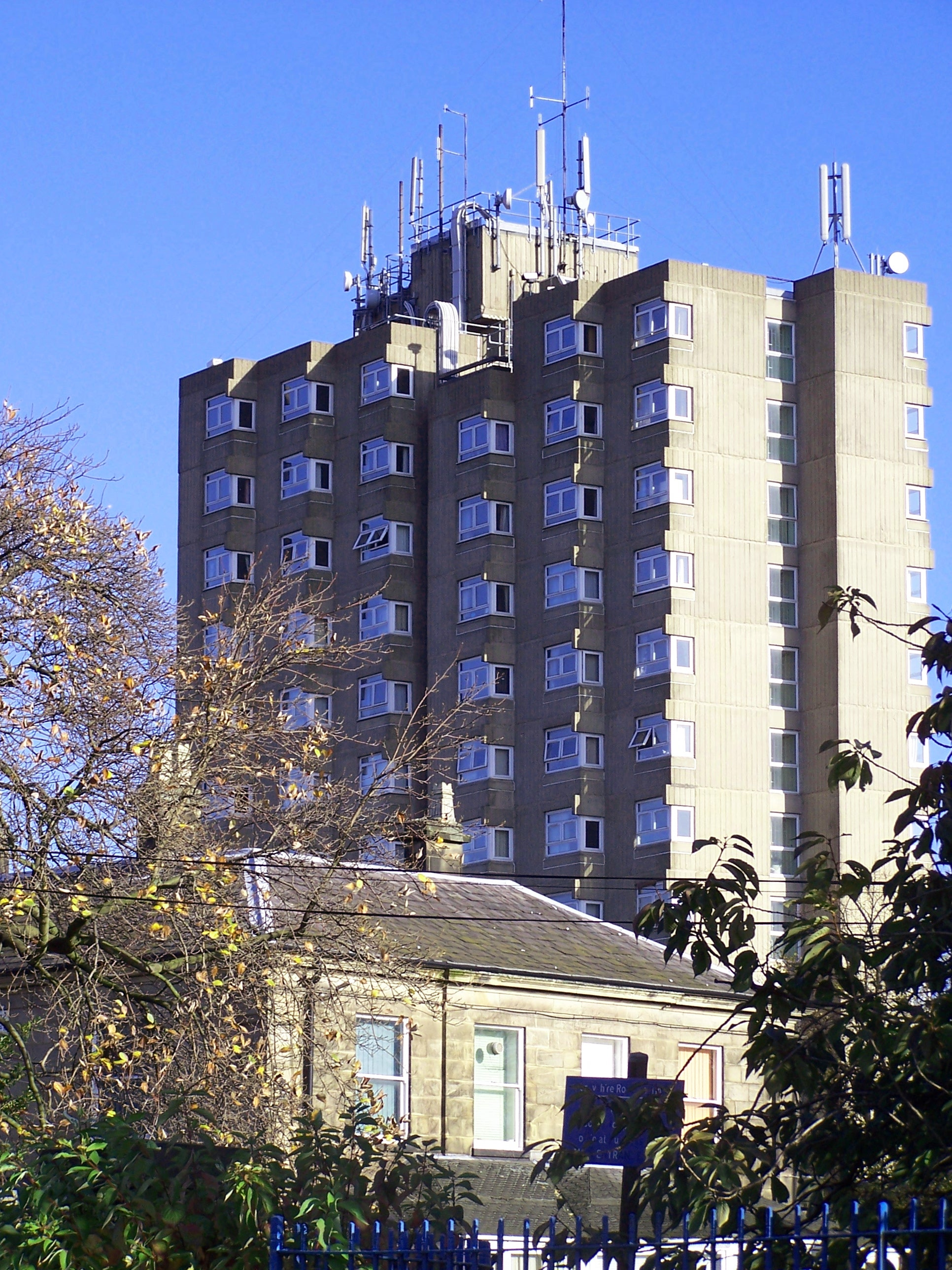
Nurses' Home
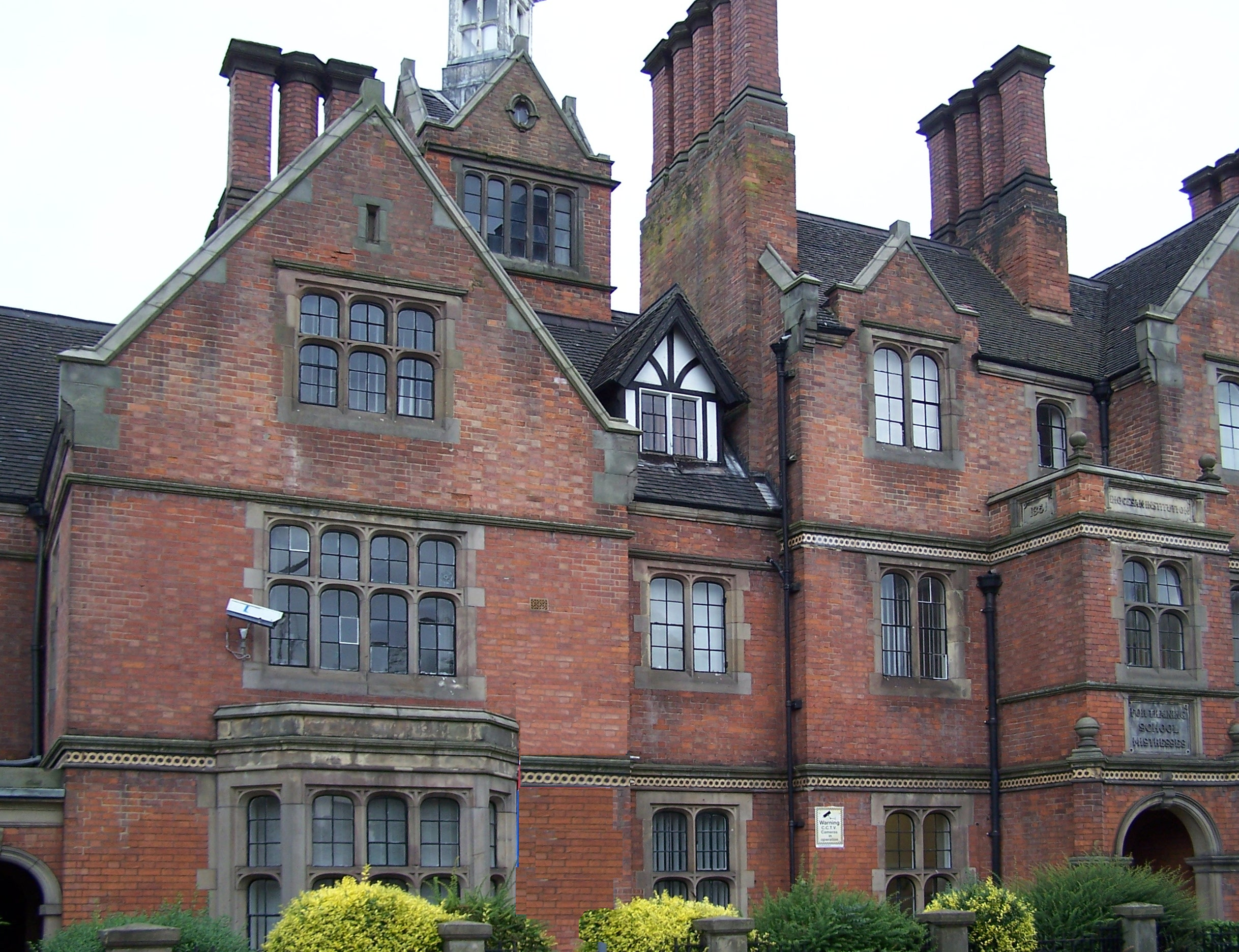
A régi főiskola
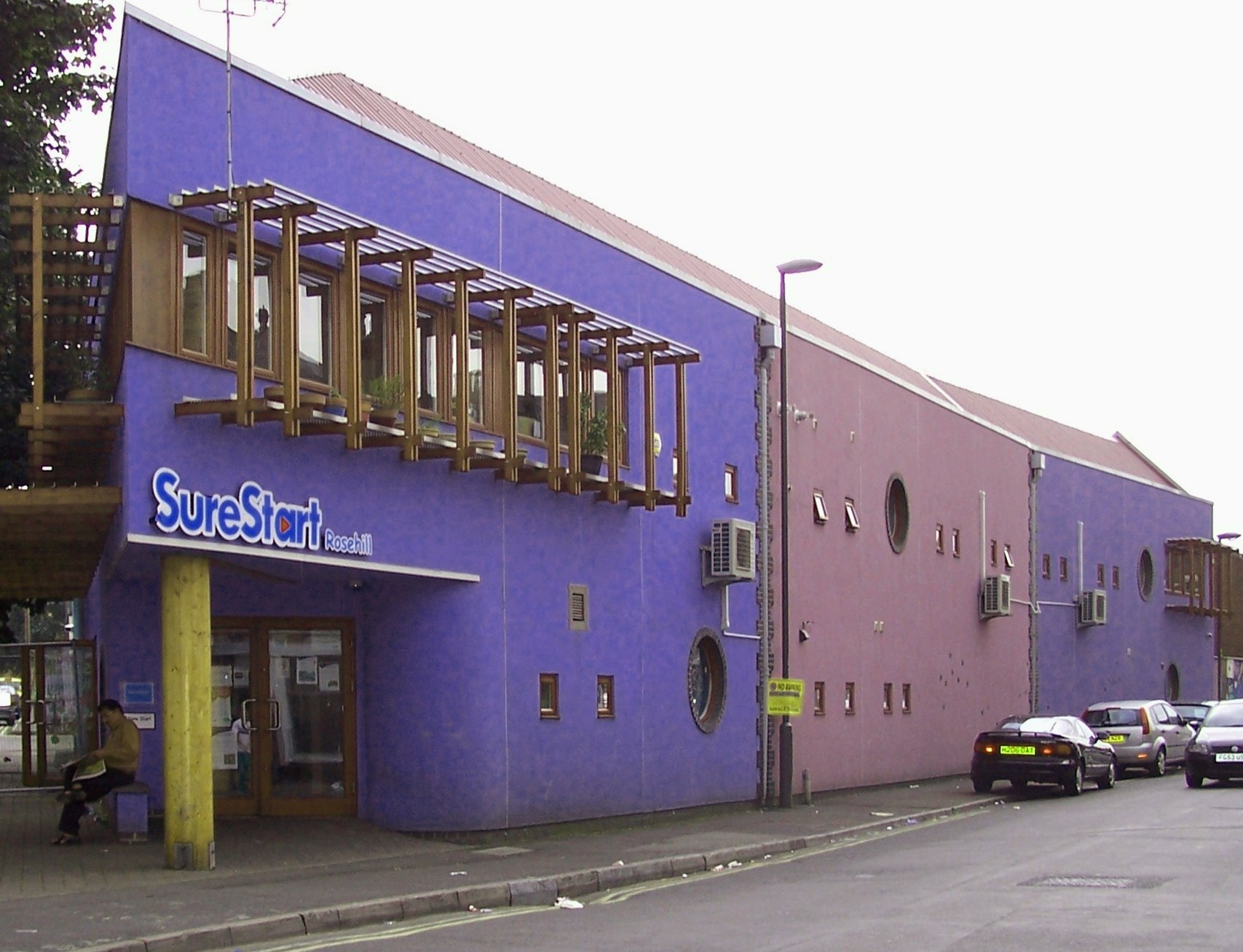
Sure Start, Normanton
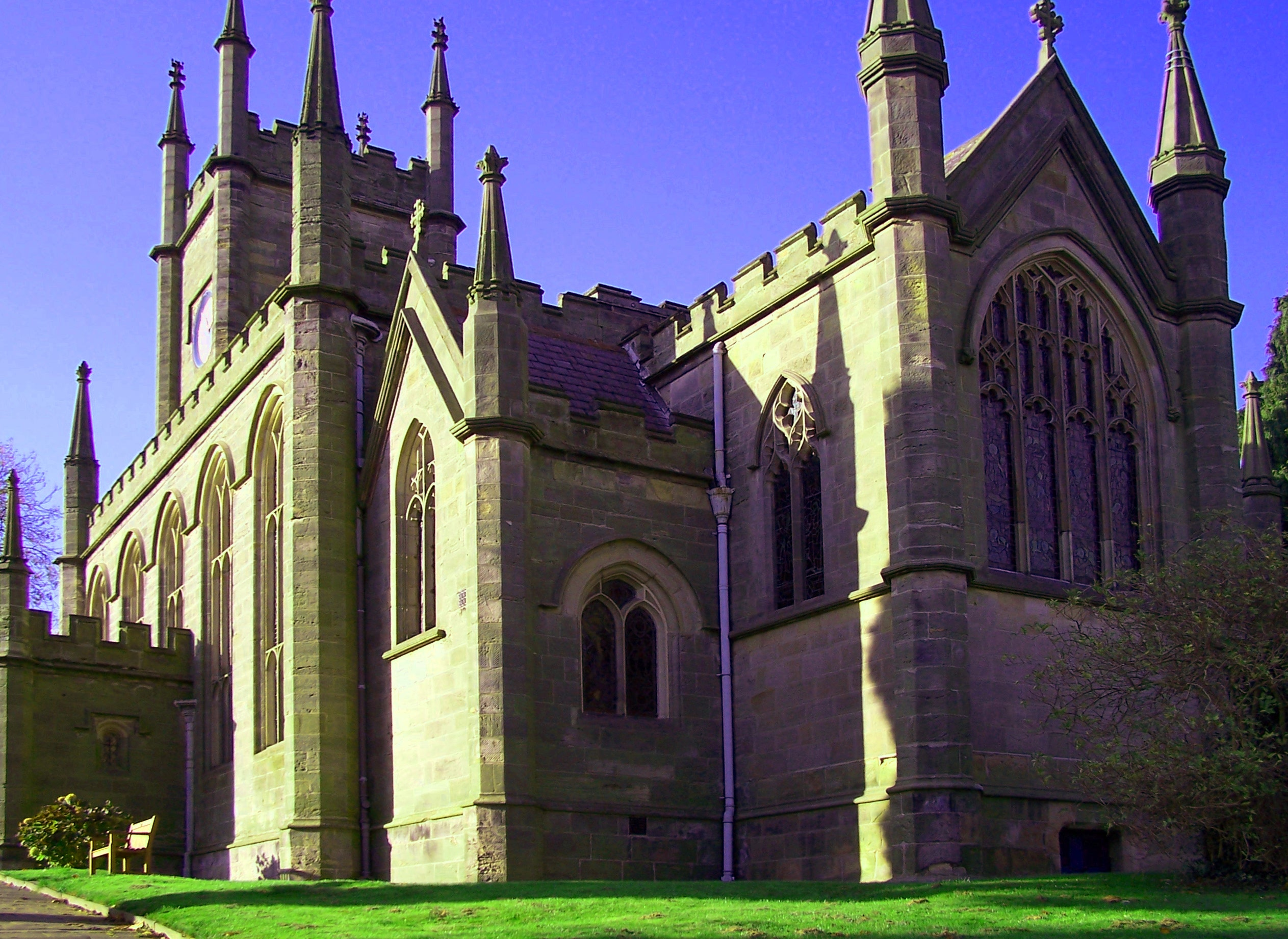
St Matthew's, Darley Abbey
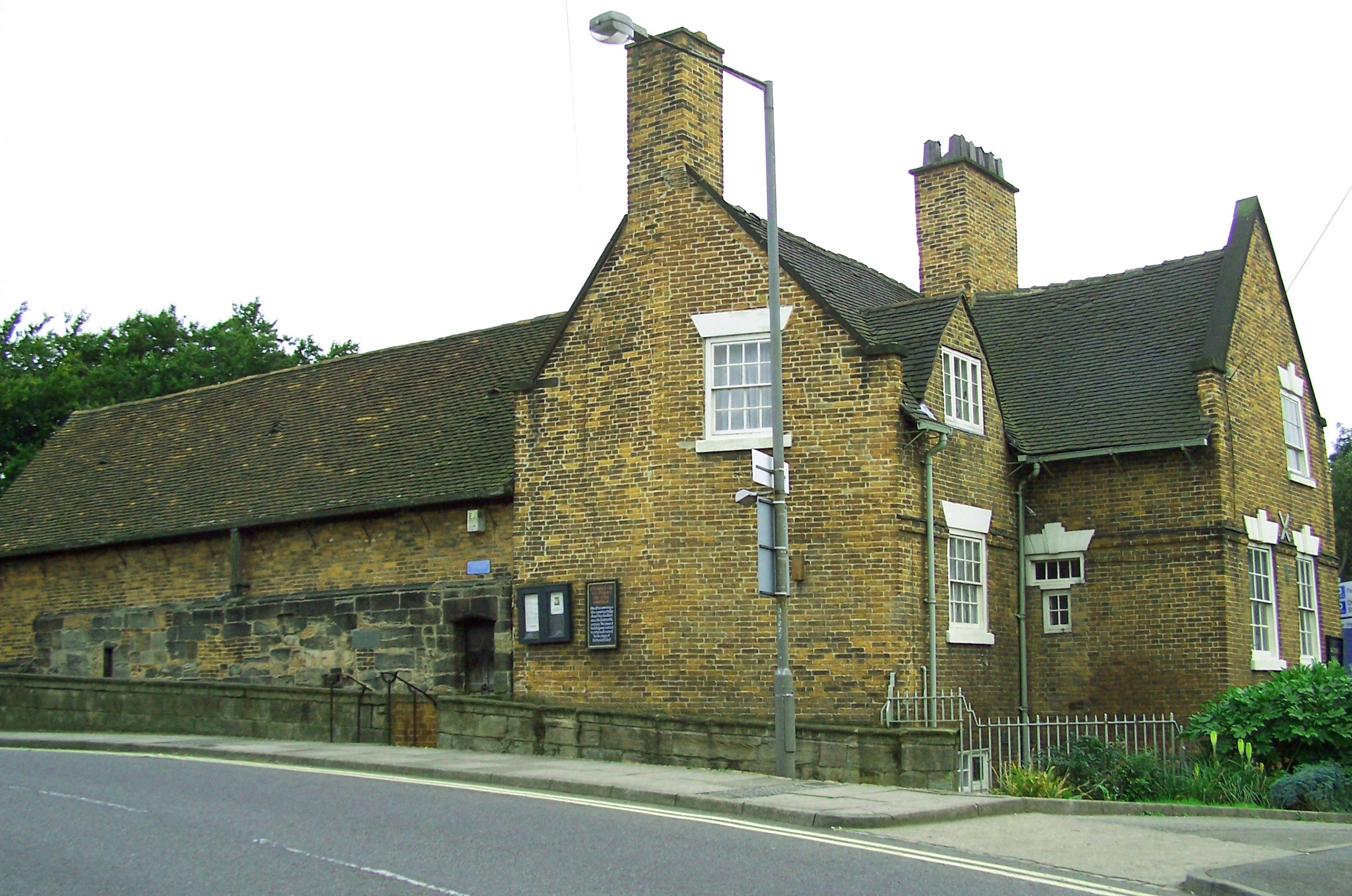
St Mary's-on-the-Bridge
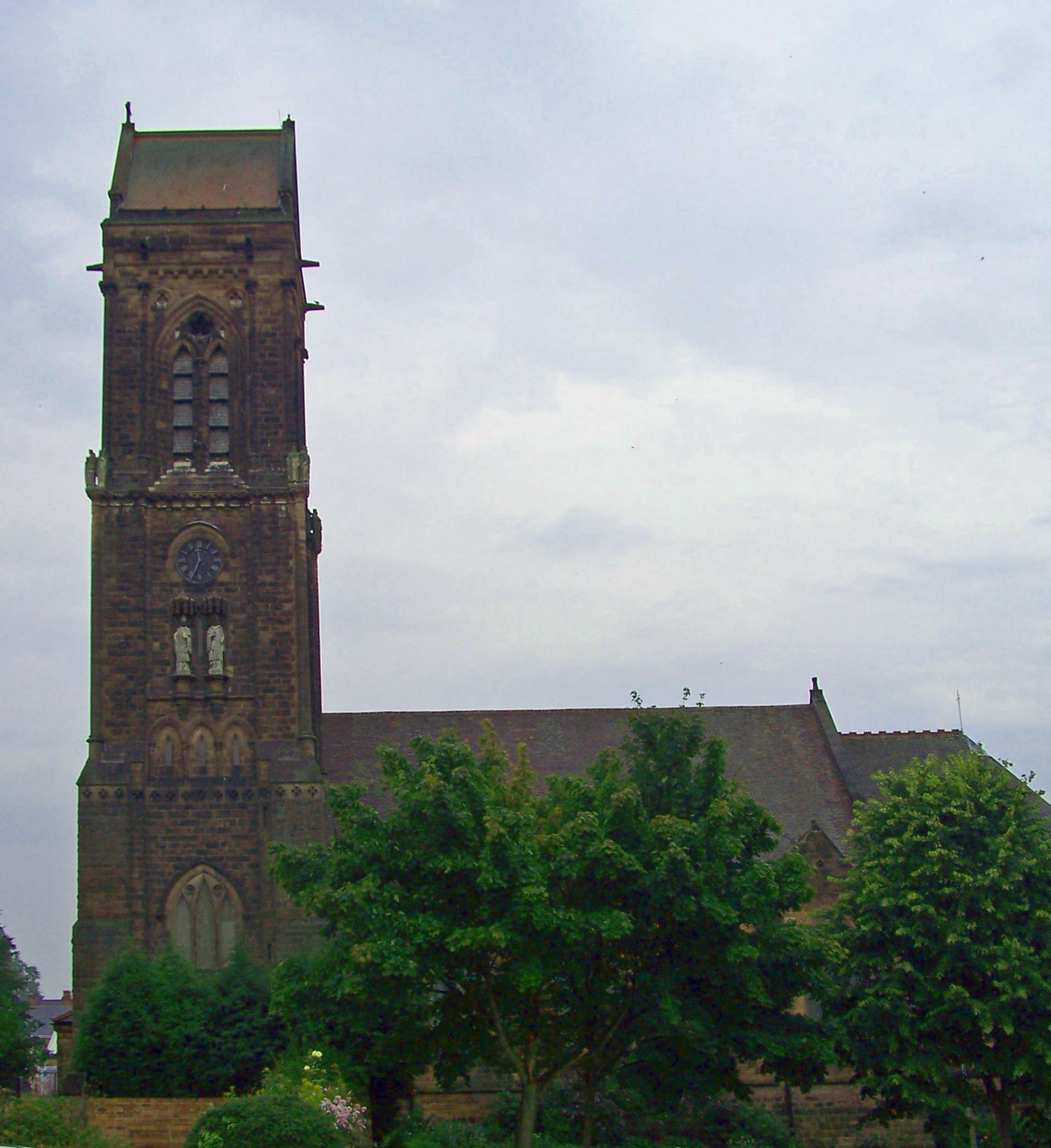
St Luke's, Stockbrook Street
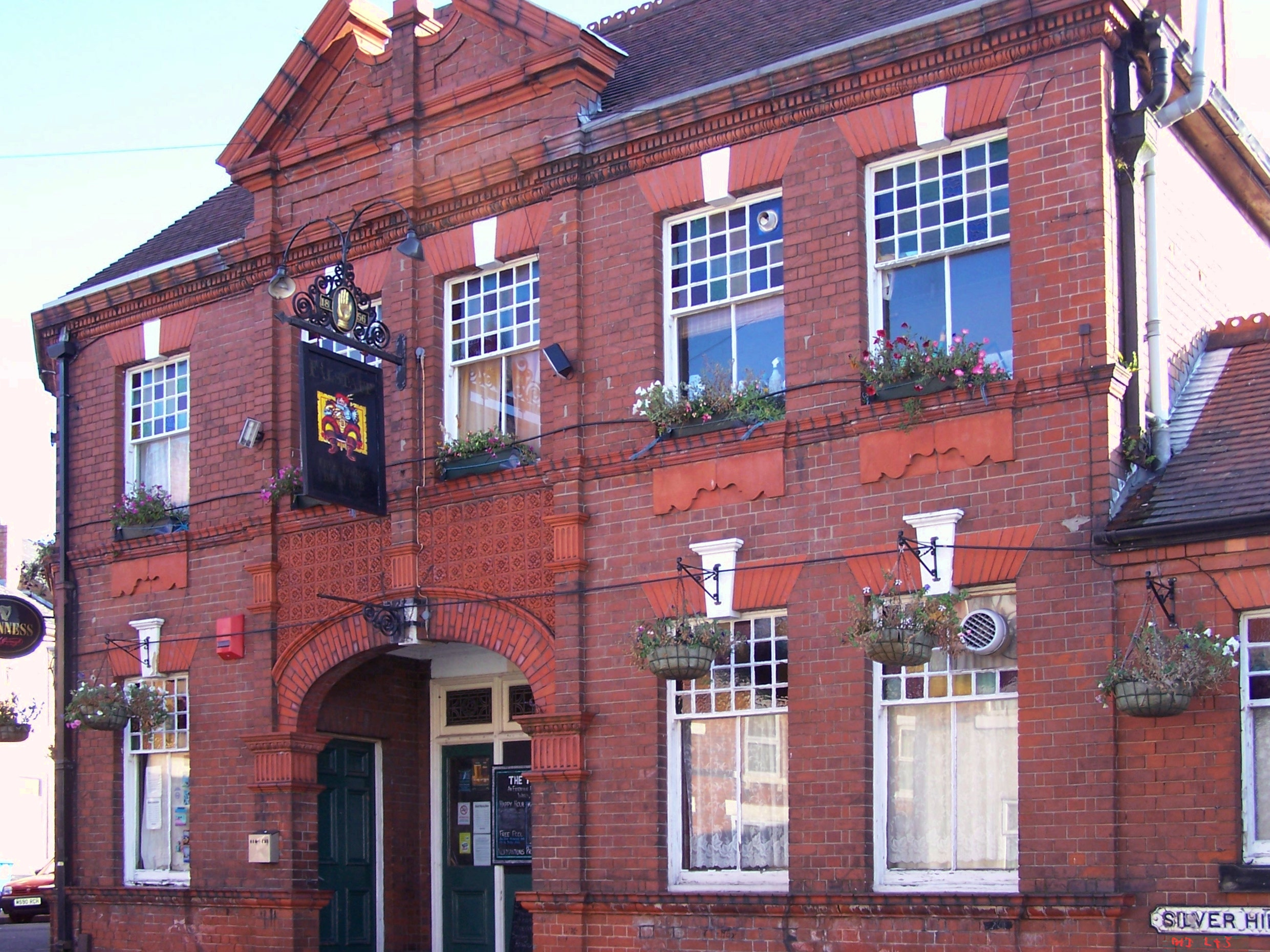
A Falstaff publ Normantonban
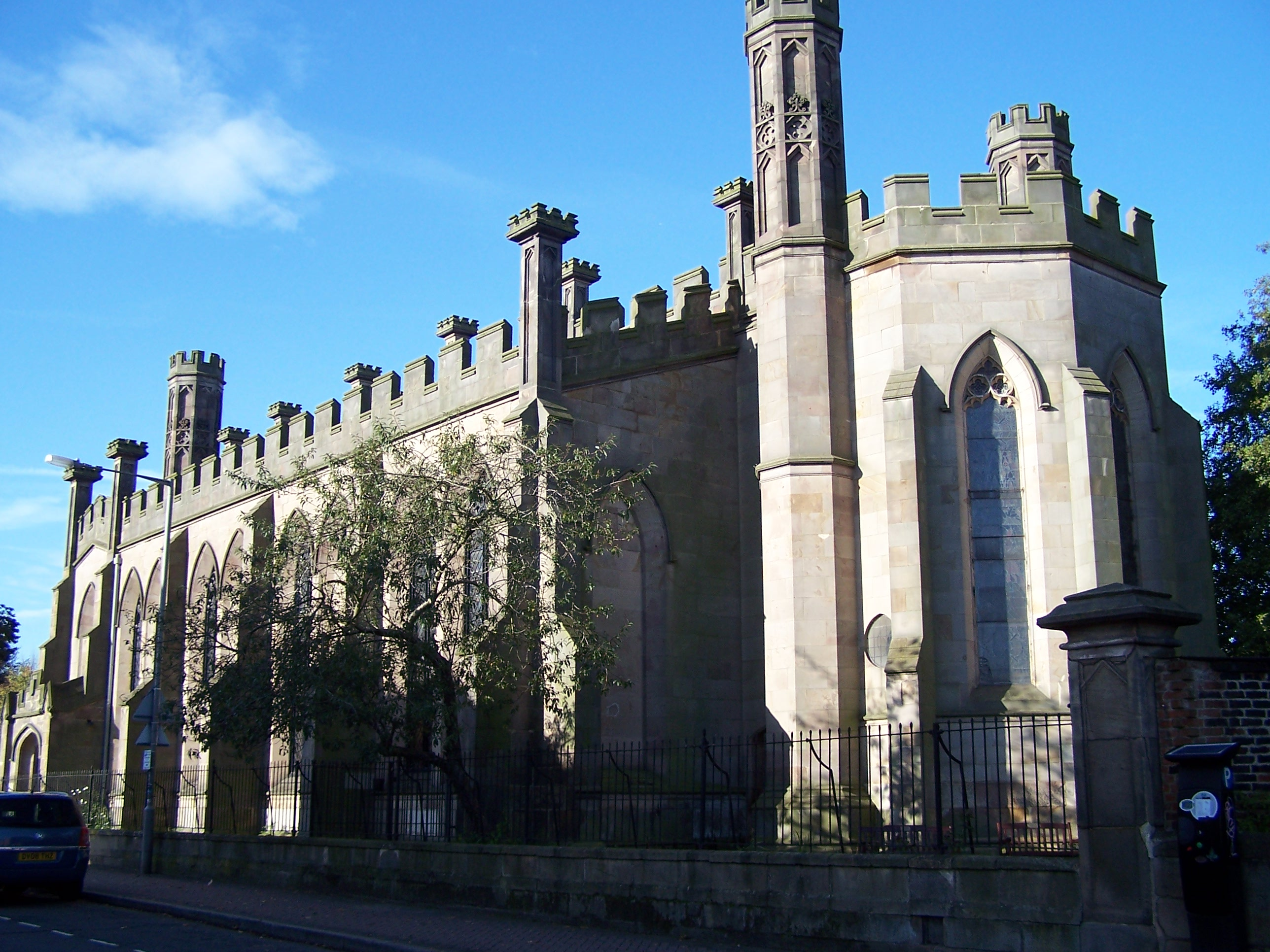
St John's, Bridge Street
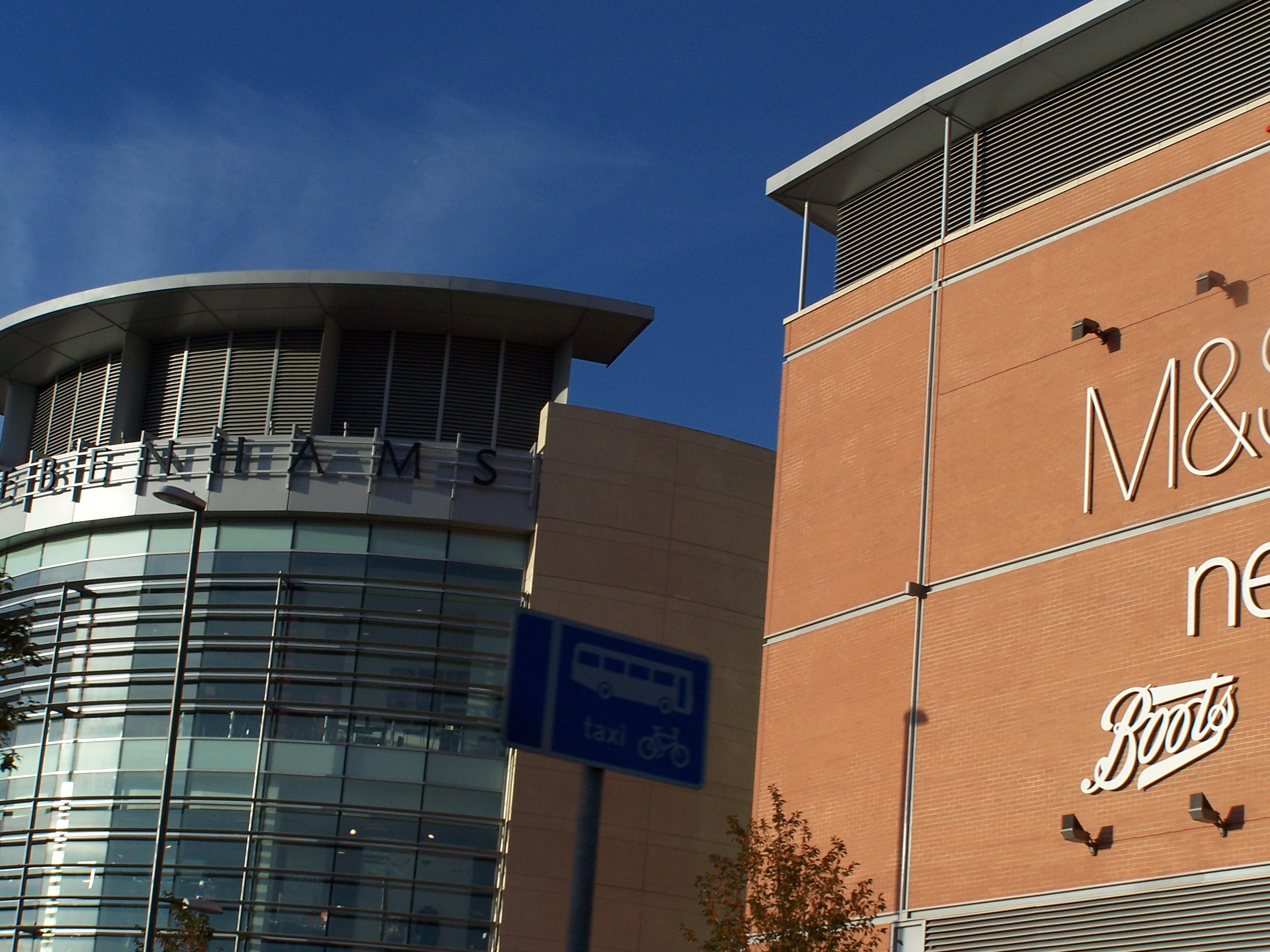
A Westfield Centre egy része
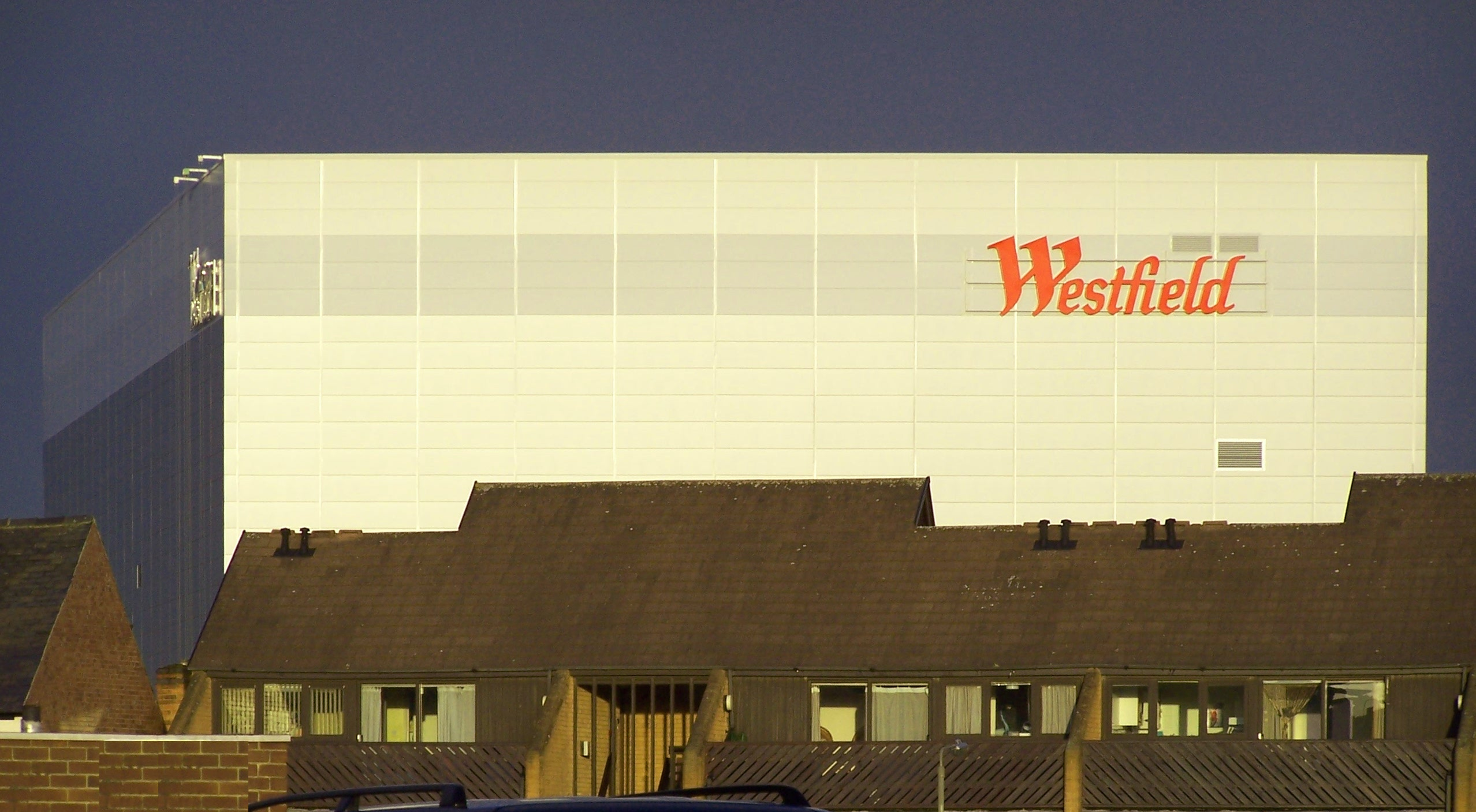
Westfield a Babington Lane-ről
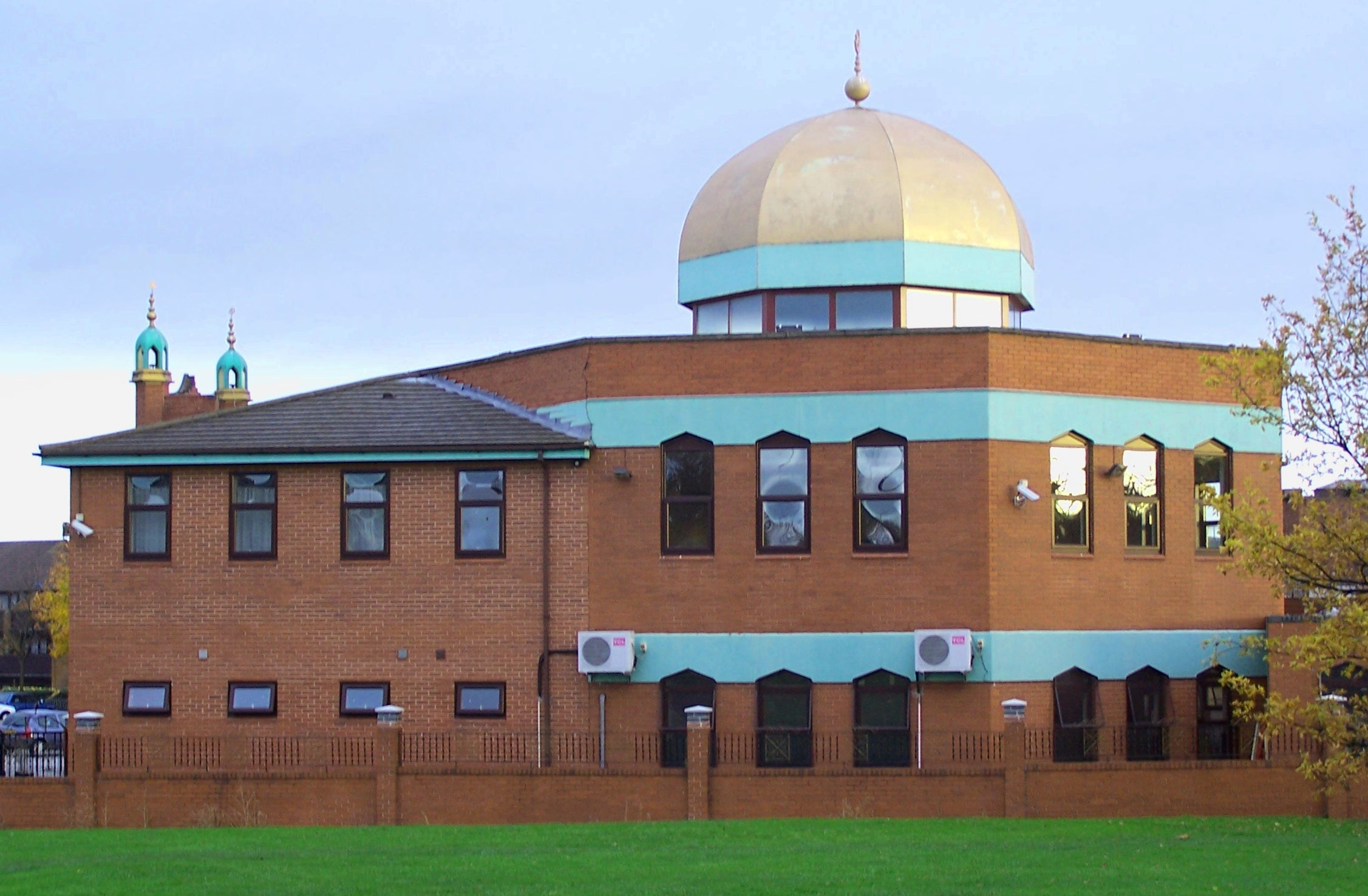
Az Iszlám Központ, Wilmot Street
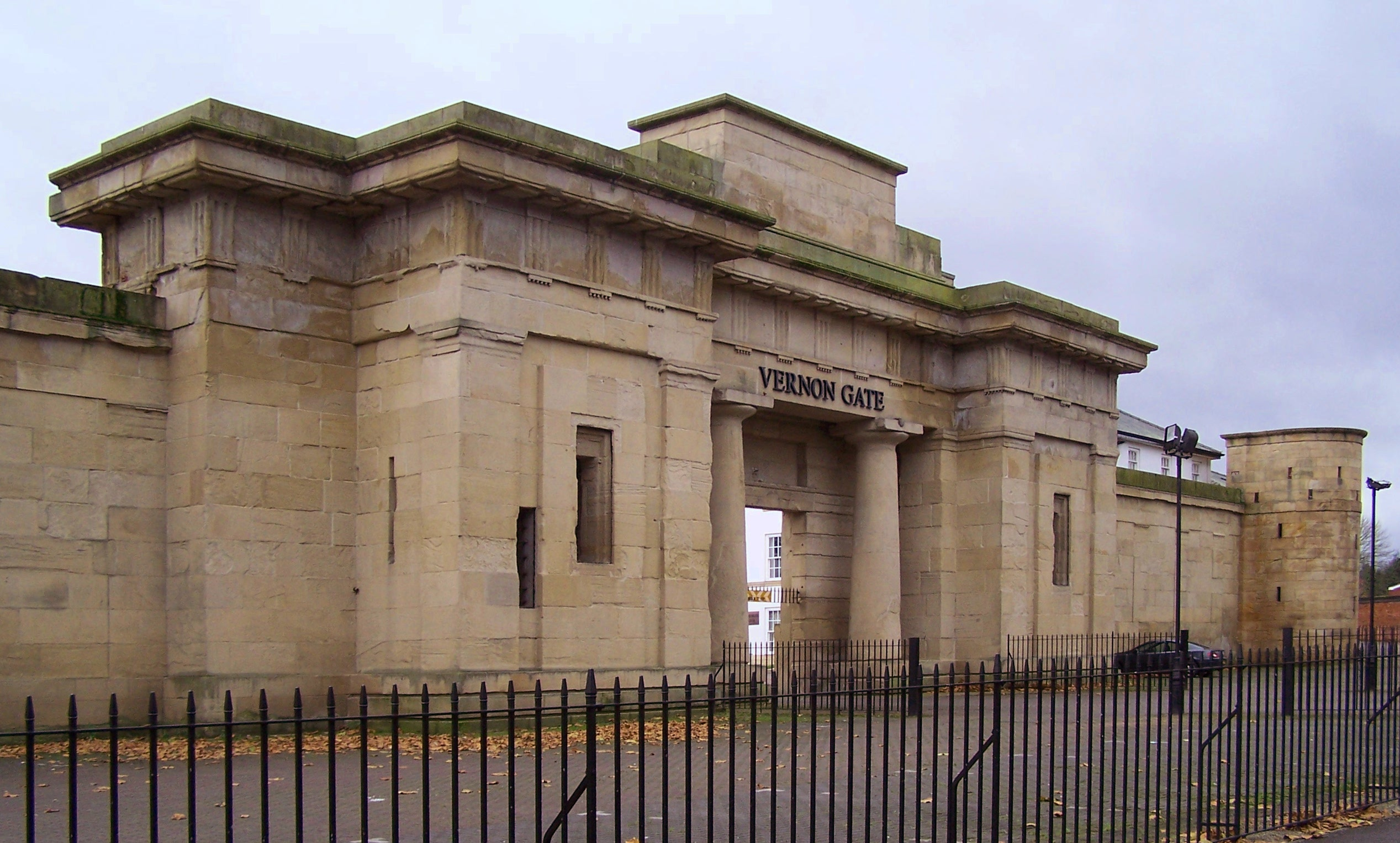
Ex Prison., Ex Greyhound Stadium
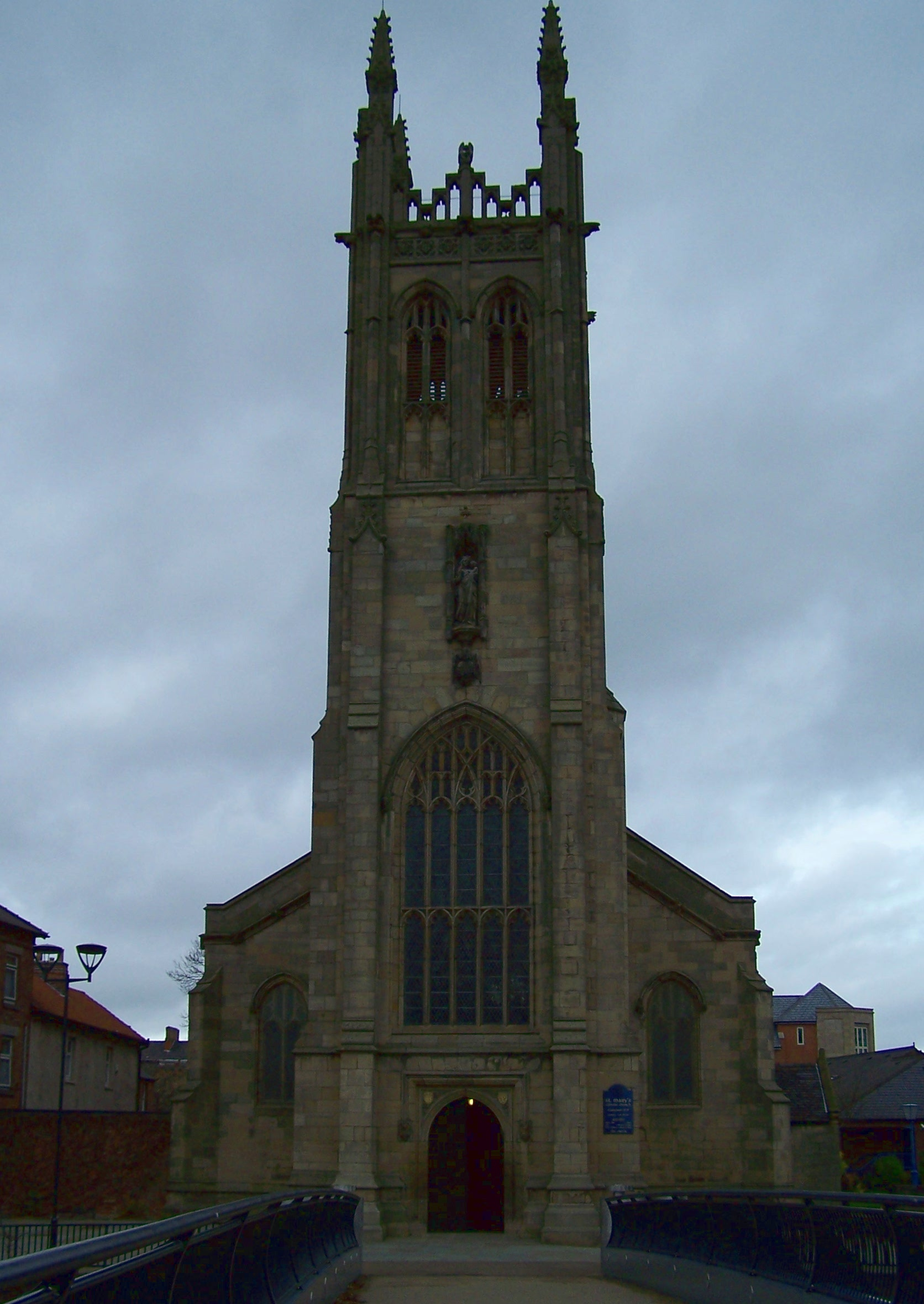
St Mary's RC Church
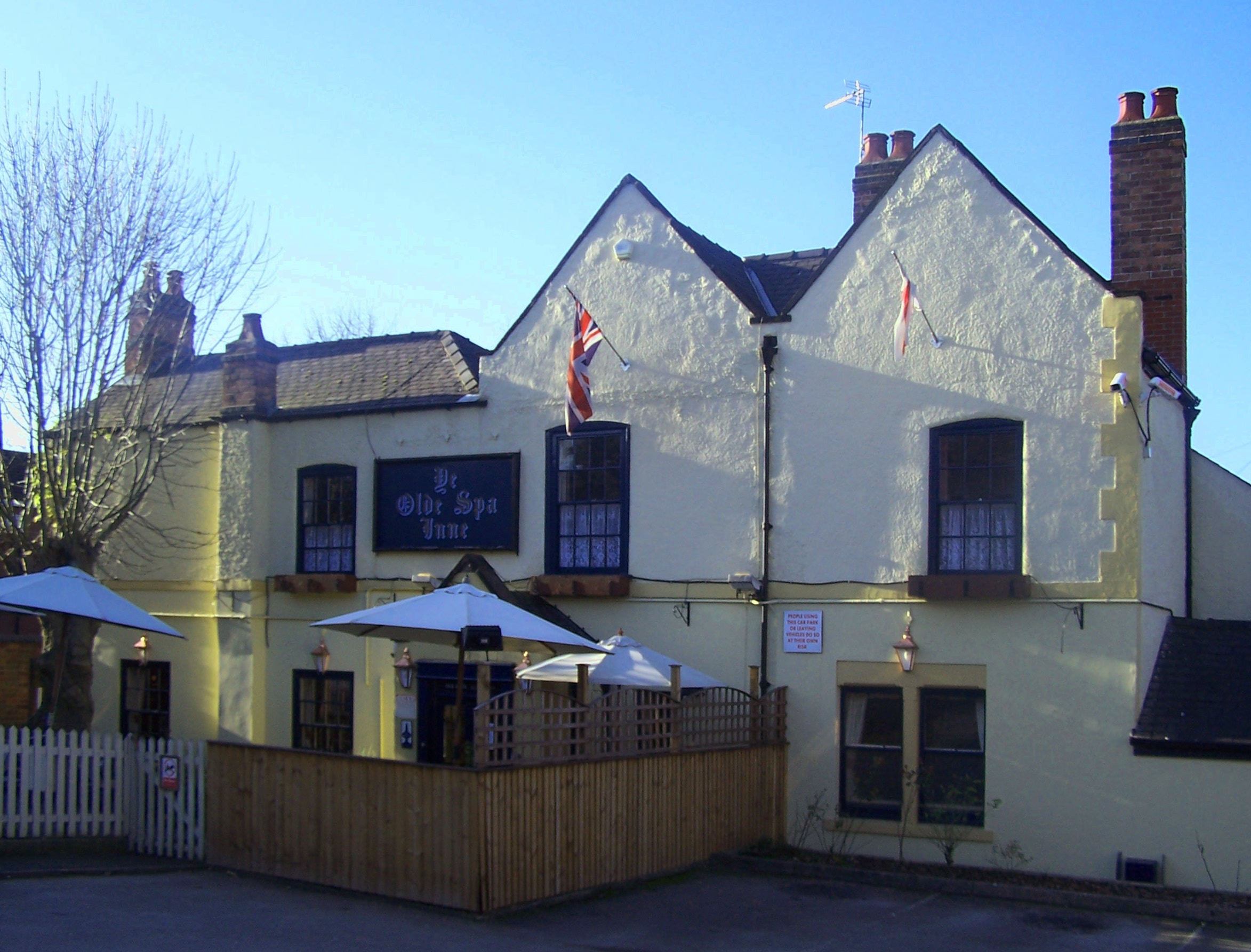
Spa Inn, Abbey Street
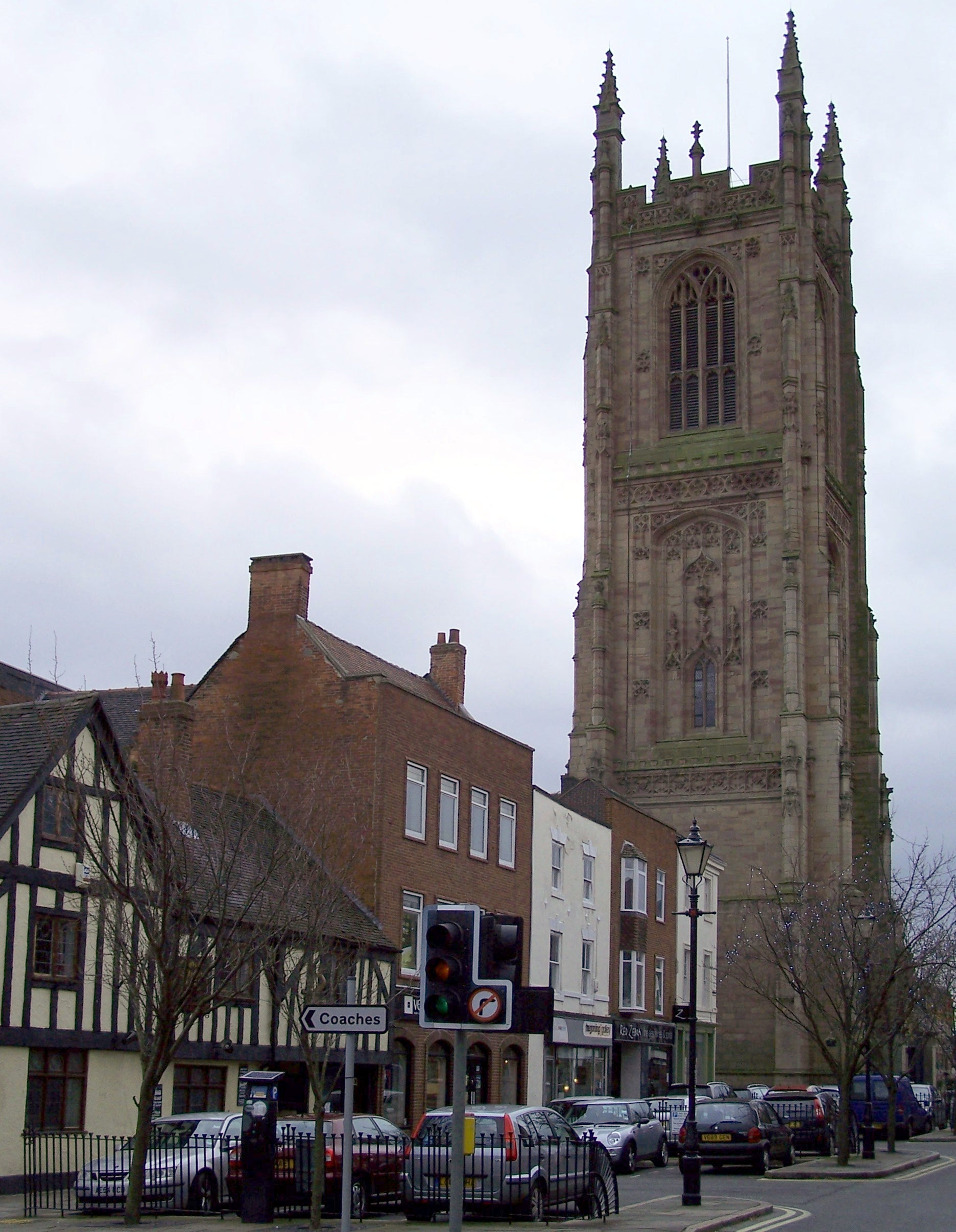
A katedrális és a Dolphin Inn
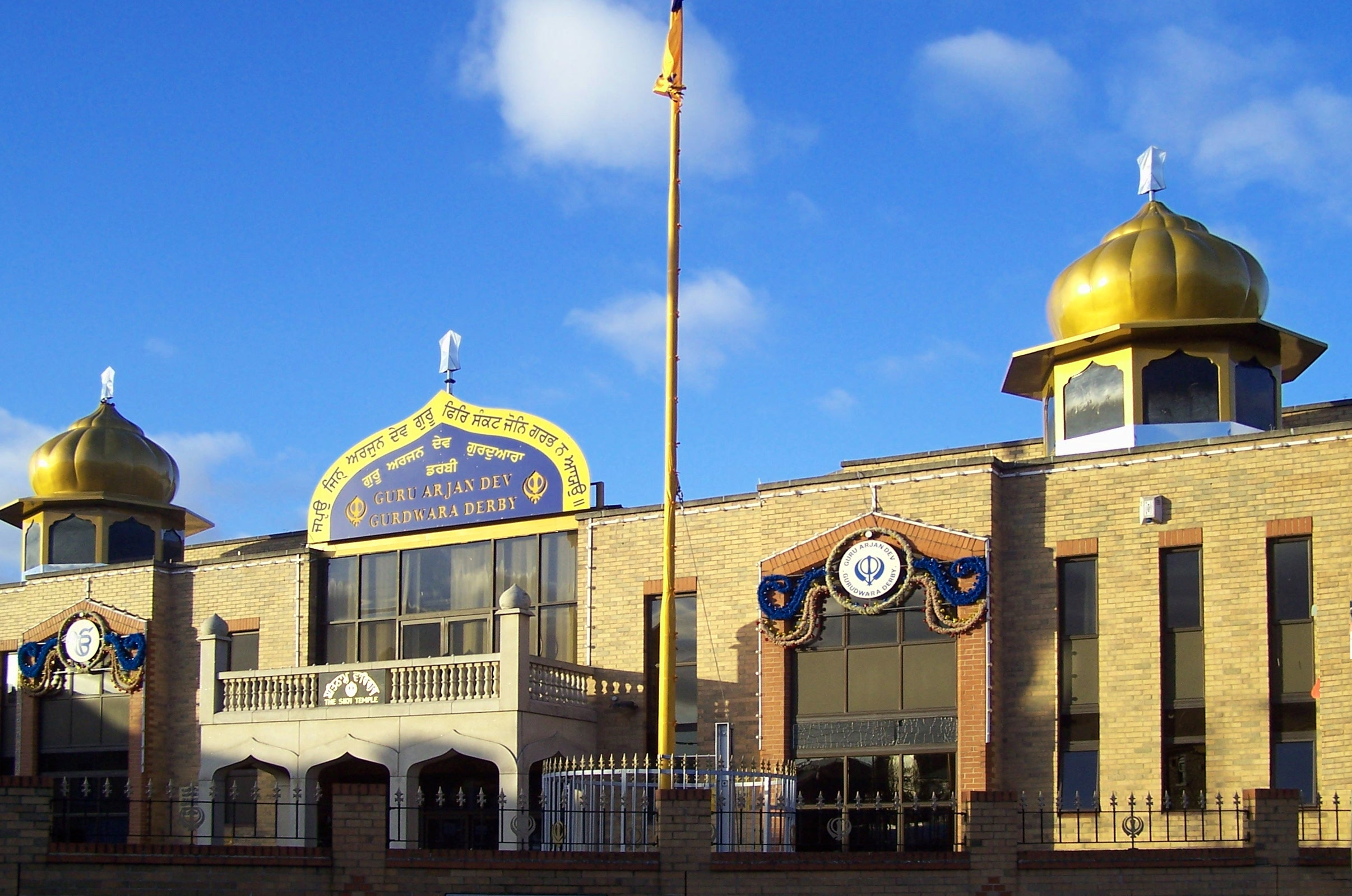
Guru Arjan Dev Gurdwara
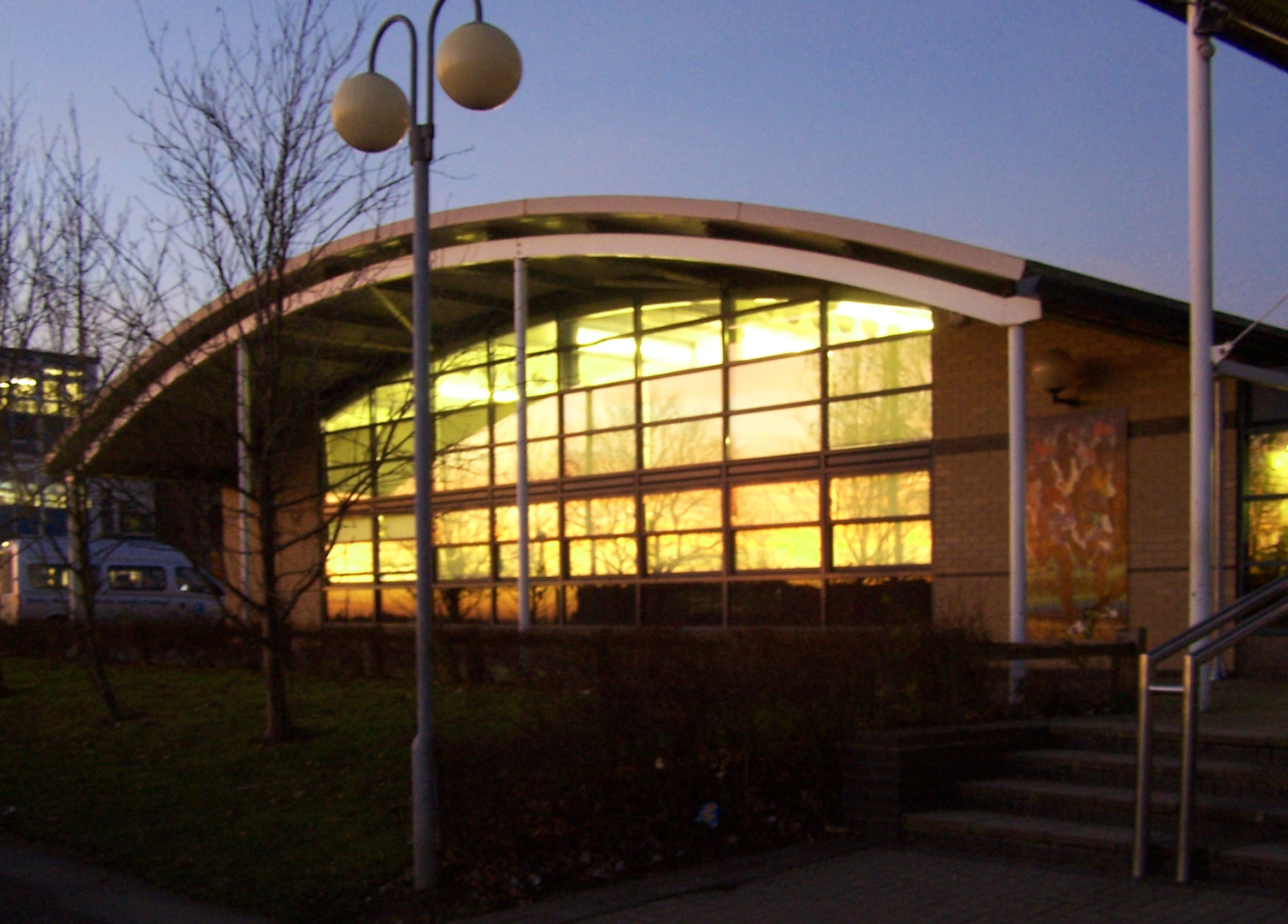
A Derby Moor Community Sports College & a Millennium Sixth Form Centre
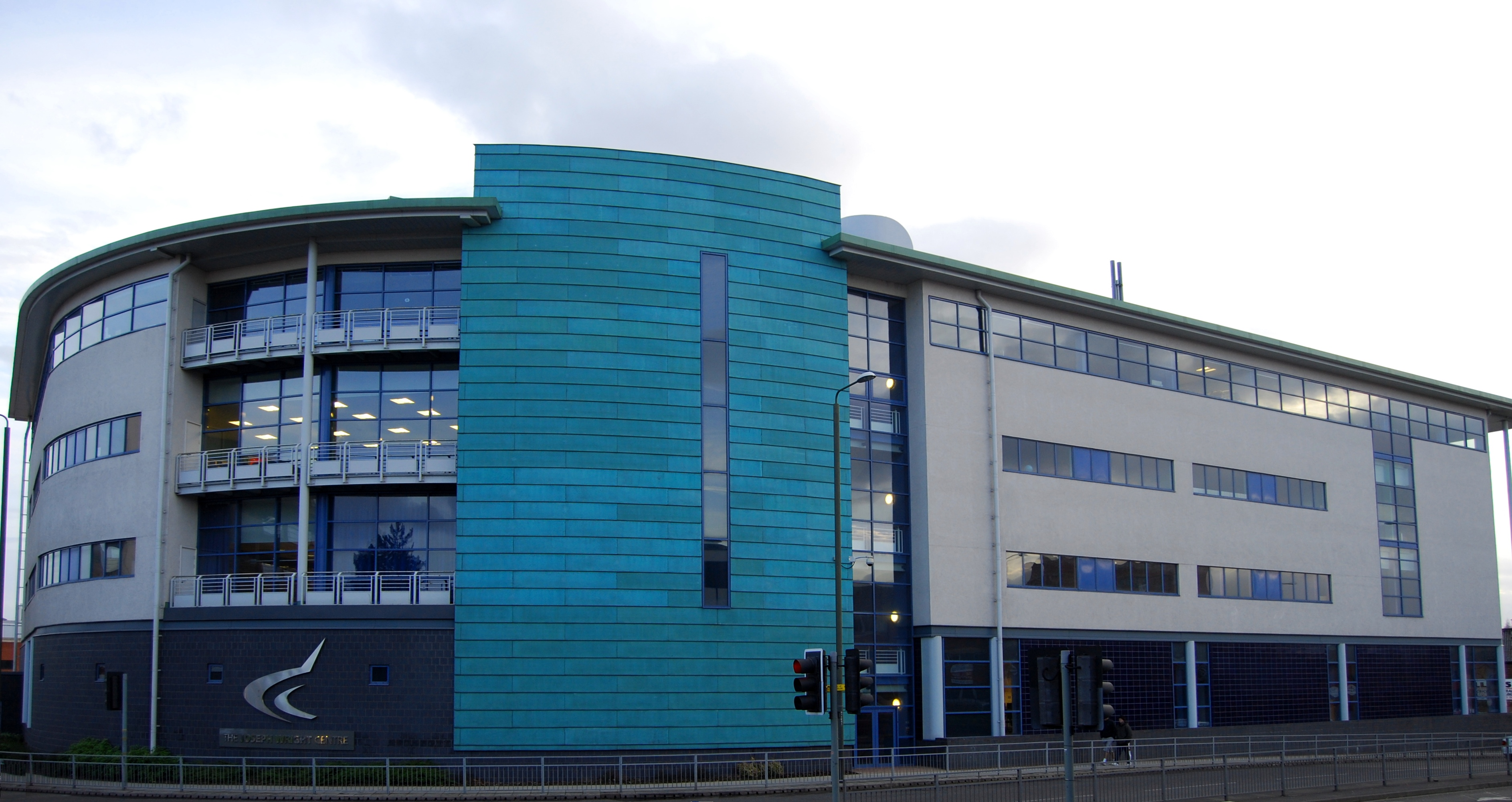
Joseph Wright, St Alkmunds Way
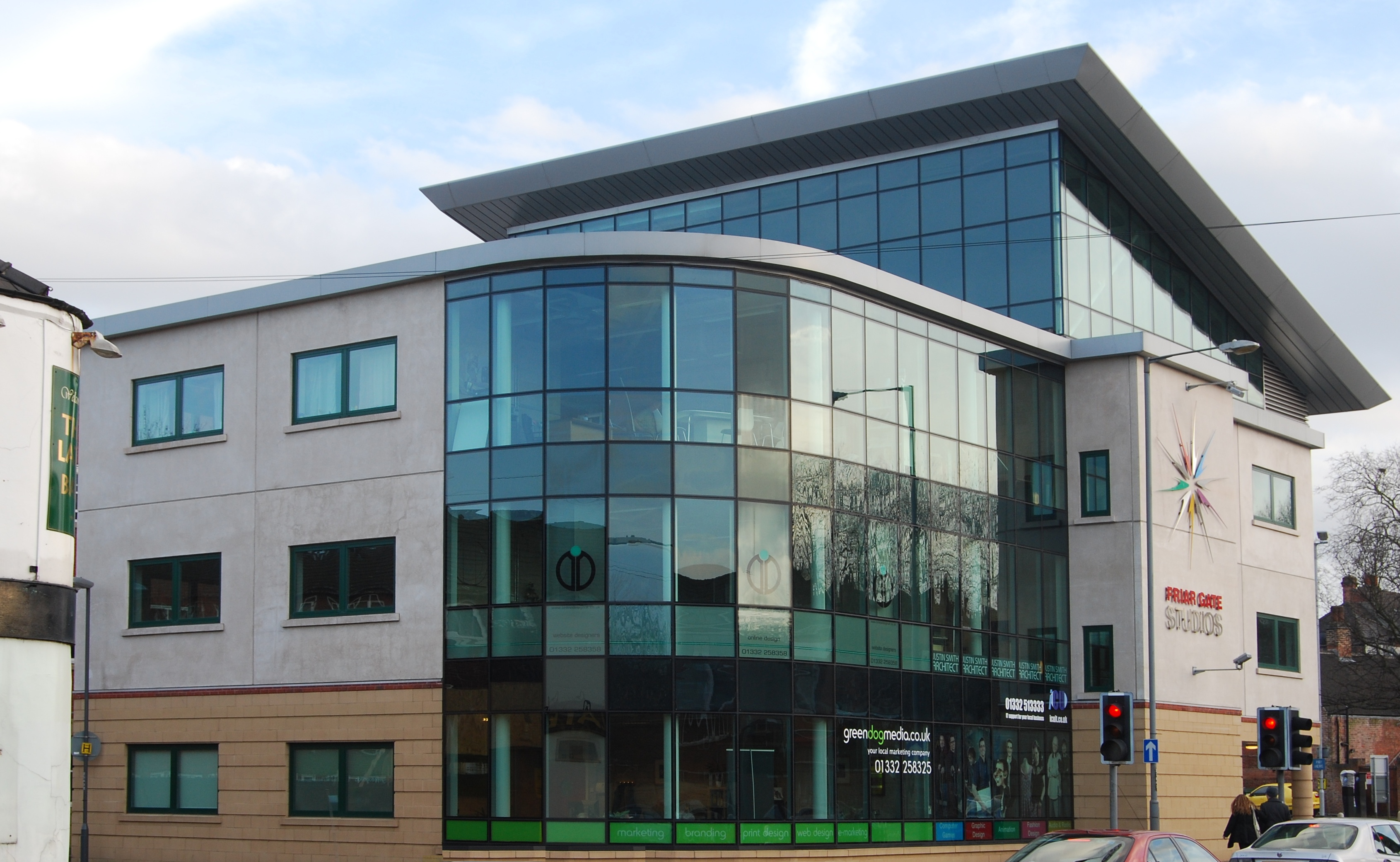
Friar Gate Studios, Ford Street
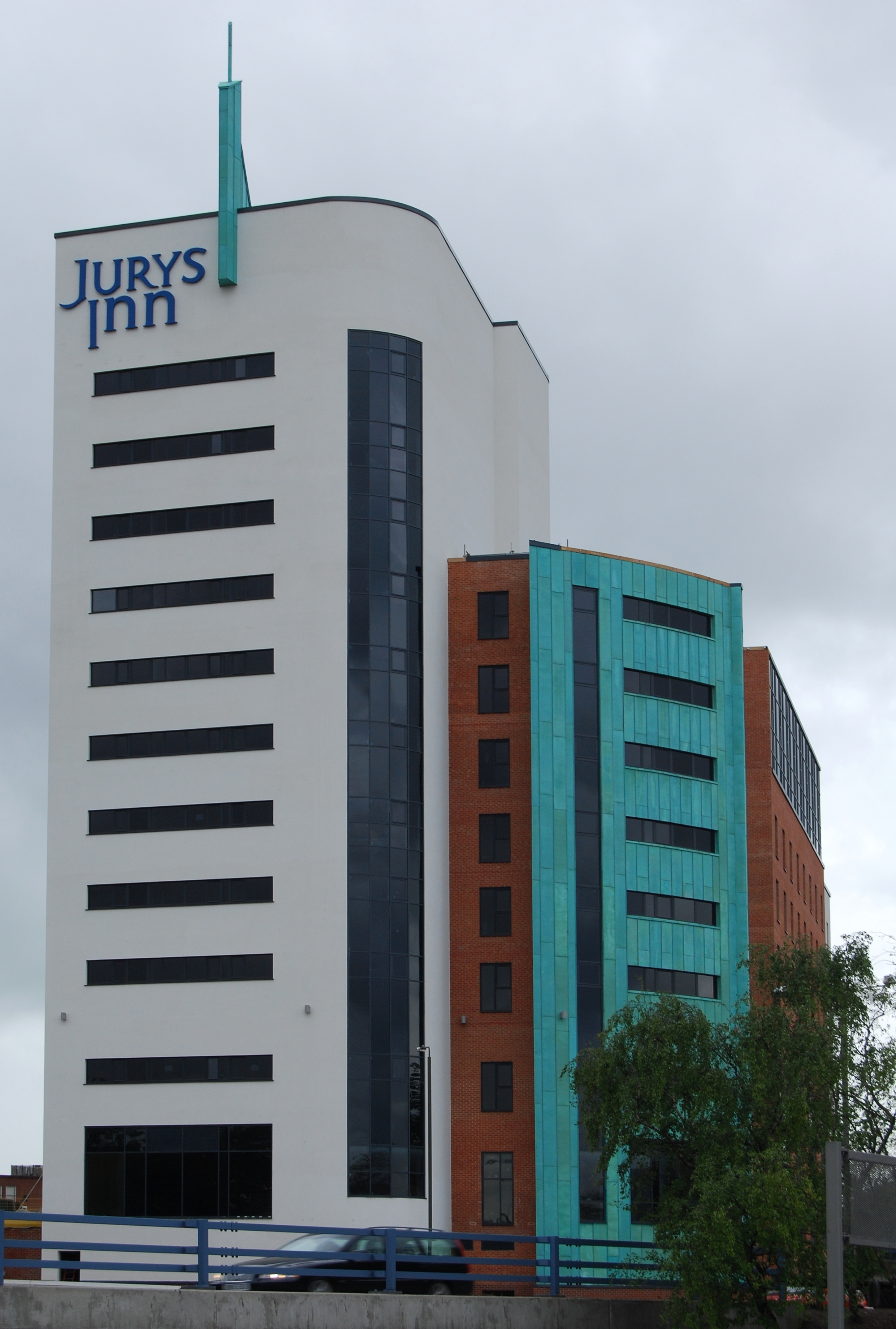
New Jury's Inn, St Alkmond's Way

## Fordítás
Ez a szócikk részben vagy egészben  a   Derby című angol Wikipédia-szócikk ezen változatának fordításán alapul.  Az eredeti cikk szerkesztőit annak laptörténete sorolja fel. Ez a jelzés csupán a megfogalmazás eredetét és a szerzői jogokat jelzi, nem szolgál a cikkben szereplő információk forrásmegjelöléseként.